# Celia Filipetto
Celia Filipetto Isicato (Buenos Aires, 1951) es una traductora argentina, ganadora del Premio Nacional a la Obra de un Traductor 2023.

## Trayectoria
Nació en Buenos Aires en 1951. En 1979, trasladó su residencia a Barcelona. Se licenció en Traducción e Interpretación por la Universidad de Granada y en traducción pública de inglés por la Universidad de Buenos Aires.
A lo largo de su carrera, ha traducido más de 300 obras publicadas de autores como Milena Agus, Maurizio de Giovanni, Elena Ferrante, Natalia Ginzburg, Ring Lardner, Nicolás Maquiavelo, Flannery O’Connor, Seumas O’Kelly, Dorothy Parker, Luigi Pirandello, James Thurber y Mark Twain. En 2021, se publicaron dos de sus obras traducidas, En otro país, de David Constantine, y Lejos de Egipto, de André Aciman. Además, fue la traductora de la novela ganadora del Premio International Booker La promesa, del escritor sudafricano Damon Galgut.
La Oficina de Interpretación de Lenguas del Ministerio de Asuntos Exteriores español la nombró traductora jurada de catalán, inglés e italiano. También ha realizado traducciones para el periódico La Vanguardia de Barcelona, y con publicaciones electrónicas como The Barcelona Review, Saltana o Porta d’Italia. Además, fue profesora invitada de los Posgrados de Traducción Literaria organizados en la Universidad Autónoma de Barcelona y de la Universidad de Málaga, e impartido talleres en las Jornadas de traducción literaria de Tarazona y en el encuentro El ojo de Polisemo, de la Universidad de Salamanca.

## Reconocimientos
En 2015 ganó el X Premio Esther Benítez de Traducción, otorgado por ACE-Traductores, por su versión de la novela de Elena Ferrante Las deudas del cuerpo. Al año siguiente, obtuvo por su traducción de La niña perdida, de la misma autora, el XIX Premio Ángel Crespo de Traducción que concede el Asociación Colegial de Escritores de Cataluña.
En 2023, fue reconocida por el Ministerio de Cultura y Deporte, a través de la Dirección General del Libro, del Cómic y de la Lectura, con el Premio Nacional a la Obra de un Traductor por su labor en la traducción literaria del inglés, el italiano y el catalán, mientras el traductor Carlos Fortea Gil obtuvo el Premio Nacional a la Mejor Traducción 2023.